# (5610) Balster
(5610) Balster est un astéroïde de la ceinture principale.

## Description
(5610) Balster est un astéroïde de la ceinture principale. Il fut découvert le 16 octobre 1977 à l'Observatoire Palomar par Cornelis Johannes van Houten, Ingrid van Houten-Groeneveld et Tom Gehrels. Il présente une orbite caractérisée par un demi-grand axe de 2,80 UA, une excentricité de 0,04 et une inclinaison de 3,3° par rapport à l'écliptique.

## Compléments